# Угольная промышленность Украины

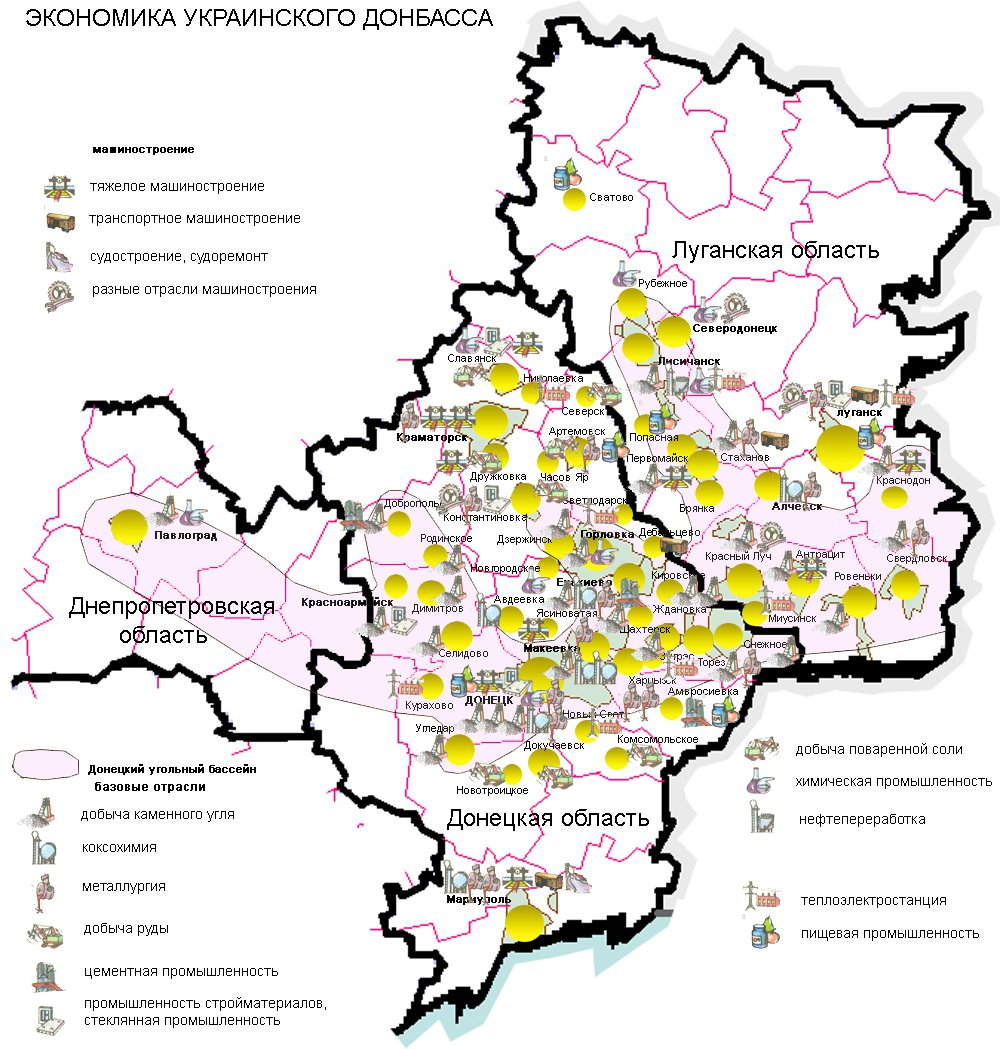
Экономика Донбасса

Угольная промышленность Украины представлена главным образом предприятиями Донецкого, Львовско-Волынского каменноугольных и Днепровского буроугольного бассейна. 
Основной базой каменного угля Украины является Донецкий каменноугольный бассейн.

## Добыча угля
Проданы, а также отданы в долгосрочную аренду частным лицам[когда?] следующие угледобывающие компании Украины (в скобках — добыча угля в 2011 году; доля в общеукраинской добыче):
- Павлоградуголь (15 414,2 тыс. т.; 24,9 %; 10 шахт; энергетические и коксующие угли; Днепропетровская область) — ДТЭК (Ринат Ахметов)
- Свердловантрацит (7324,4 тыс. т.; 11,9 %; 5 шахт, 3 ЦОФ, шахтоуправление; энергетические угли; Луганская область) — ДТЭК (Ринат Ахметов)
- Красноармейская-Западная №1 (6900 тыс. т.; 11,2 %; 1 шахта; энергетические и коксующиеся угли; Донецкая область)
- Ровенькиантрацит (6559 тыс. т.; 10,6 %; 6 шахт, 3 ЦОФ; энергетические угли; Луганская область) — ДТЭК (Ринат Ахметов)
- Краснодонуголь (5647 тыс. т.; 9,1 %; коксующие угли; Луганская область) — Метинвест (Ринат Ахметов)
- Комсомолец Донбасса (4257,2 тыс. т.; 6,9 %; энергетические угли; Донецкая область) — ДТЭК (Ринат Ахметов)
- Добропольеуголь (3265,3 тыс. т.; 5,3 %; 6 шахт, энергетические и коксующиеся угли; Донецкая область) — ДТЭК (Ринат Ахметов)
- Макеевуголь (2900 тыс. т.; 4,7 %; Донецкая область) — крупнейшее неприватизированное и неарендованное угледобывающее предприятие Украины
- Шахта имени Засядько (1288,3 тыс. т.; 2,1 %; Донецкая область) — Организация арендаторов (Ефим Звягильский)

Таким образом, 6 угледобывающих предприятий Украины, приватизированных или переданных в аренду двум компаниям Рината Ахметова — ДТЭК и Метинвест — добыли 42 467,1 тыс. тонн угля, то есть 68,7 % от общеукраинской добычи.
Российско-украинская война оказала отрицательное влияние на состояние экономики страны.
В 2013 году объём добычи коксующихся углей снизился на 4,4 % — до уровня 23,7 млн т.
В сентябре 2014 года на Украине работали только 36 шахт — 12 шахт за пределами Донбасса и 24 из 93 шахт Донбасса (ещё 60 шахт находились в режиме поддержки жизнедеятельности, а 7 были полностью разрушены в ходе боевых действий).
В январе 2015 года правительство Украины приняло решение продать все 35 государственных угольных шахт, которые продолжали вести добычу угля.
12 марта 2015 министр энергетики и угольной промышленности Украины М. Демчишин сообщил, что правительство Украины прекратило дотирование угольной промышленности Украины.

### Добыча по годам
| Добыча каменного угля Украиной по годам | Добыча каменного угля Украиной по годам | Добыча каменного угля Украиной по годам |
| Год                                     | Добыча, тыс. т                          | Зольность, %                            |
| --------------------------------------- | --------------------------------------- | --------------------------------------- |
| 1990                                    | 164 800                                 |                                         |
| 1996                                    | 75 400                                  |                                         |
| 1999                                    | 81 000                                  |                                         |
| 2000                                    | 81 100                                  | 36,4                                    |
| 2001                                    | 83 400                                  | 37,2                                    |
| 2002                                    | 81 800                                  | 38,2                                    |
| 2003                                    | 80 200                                  | 38,5                                    |
| 2004                                    | 81 300                                  | 38,5                                    |
| 2005                                    | 78 800                                  | 38,1                                    |
| 2006                                    | 80 200                                  | 38,1                                    |
| 2007                                    | 76 800                                  | 38,9                                    |
| 2008                                    | 79 500                                  | 39,5                                    |
| 2009                                    | 73 800                                  | 39,0                                    |
| 2010                                    | 75 200                                  | 40,6                                    |
| 2011                                    | 81 900                                  | 41,1                                    |
| 2012                                    | 85 900                                  |                                         |
| 2013                                    | 83 600                                  |                                         |
| 2014                                    | 65 000                                  |                                         |
| 2015                                    | 39 760                                  |                                         |

В 2019 г. добыто 24,9 млн тонн энергетического угля

## Экспорт
Экспорт в страны Евросоюза (ЕС):  
в 2019 году — 2 тыс. тонн, 
2020 год — 2,6 тыс. тонн, 
2021 год — 11,3 тыс. тонн
В 2022 году Украина в апреле-мае резко увеличила экспорт угля в Европу: 54 тыс. тонн в апреле, 82 тыс. тонн в мае; причиной роста стала частичная остановка металлургических предприятий в самой стране и рост спроса европейских металлургов, ранее получавших российский уголь транзитом через Украину.
Основой украинского импорта в ЕС является коксующийся уголь, который производит компания «Метинвест» Рината Ахметова. Основным направлением поставок этого угля является Словакия, где работает американский завод U.S. Steel. 

## Предприятия угольной промышленности Украины

### Все угледобывающие объединения и шахты Украины
| Объединение                                 | Шахты | Добыча угля, тыс. т (2008) | Добыча угля, тыс. т (2009) | Количество работников, чел. (2009) | Область          |
| ------------------------------------------- | --- | -------------------------- | -------------------------- | ---------------------------------- | ---------------- |
| Антрацит                                    | Комсомольская, Партизанская, Крепинская | 1710                       | 2063                       | 5533                               | Луганская        |
| АП «ш. им. Засядько»                        | - | 1554                       | 1312                       | 6067                               | Донецкая         |
| Артемуголь                                  | им. Румянцева, им. Гаевого, им. Ленина, им. Калинина                                                                                              | 576                        | 713                        | 5560                               | Донецкая         |
| Волыньуголь                                 | Нововолынская | 476                        | 574                        | 3488                               | Волынская        |
| ГОАО «ш. Белореченская»                     | - | 778                        | 1031                       | 2608                               | Луганская        |
| ГОАО «ш. Надежда»                           | - | 250                        | 253                        | 1119                               | Львовская        |
| ГОАО ш. Новодзержинская                     | - | 63                         | 70                         | 818                                | Донецкая         |
| ГОАО ш. Рассвет                             | - | 0                          | 42                         | N/A                                | Донецкая         |
| Торецкуголь                                 | им. Дзержинского, Северная, Торецкая, Южная | 539                        | 584                        | 4536                               | Донецкая         |
| Дирекция по реструктуризации шахтного фонда | Постниковская, Винницкая | 15                         | 0                          | 218                                | Донецкая         |
| ДТЭК Добропольеуголь                        | Добропольская, Новодонецкая, Алмазная, Пионер, Белицкая                                                                                           | 2832                       | 2881                       | 10684                              | Донецкая         |
| Донбассантрацит                             | Краснокутская, Миусинская, Княгининская, им. Известия, Хрустальская, Краснолучская, Новопавловская                                                | 1196                       | 1244                       | 8098                               | Луганская        |
| Донецкуголь                                 | Южно-Донбасская № 3, им. Скочинского, Трудовская, Октябрьский рудник, им. Челюскинцев, им. Абакумова, им. Калинина, Моспинская, Лидиевка, ш. 4-21 | 2316                       | 2595                       | 14352                              | Донецкая         |
| ЗАО «ш. Ждановская»                         | - | 883                        | 932                        | N/A                                | Донецкая         |
| ЗАО «Энергоуголь»                           | - | 0                          | 41                         | N/A                                | N/A              |
| Красноармейскуголь                          | им. Стаханова, им. Димитрова, Центральная, Родинская                                                                                              | 779                        | 1217                       | 7325                               | Донецкая         |
| Краснодонуголь                              | Самсоновская-Западная, Суходольская-Восточная, им. Баракова, Молодогвардейская, Дуванная, Ореховская, Блок 50-летия СССР                          | 5377                       | 6181                       | 12755                              | Луганская        |
| Лисичанскуголь                              | им. Мельникова, Новодружеская, Привольнянская, им. Капустина                                                                                      | 640                        | 445                        | 5382                               | Луганская        |
| Луганскуголь                                | ш/у Луганское, им. XIX съезда КПСС, Вергелевская, Никанор-Новая, Лутугинская, им. Артема, Фащевская, Черкасская                                   | 2337                       | 2849                       | 12085                              | Луганская        |
| Львовуголь                                  | Межиреченская, Степная, Возрождение, Великомостовская, Лесная, Червоноградская, Заречная, Визейская                                               | 2503                       | 2852                       | 8969                               | Львовская        |
| Макеевуголь                                 | им. Бажанова, Бутовская, Холодная Балка, им. Кирова, им. Ленина, Чайкино, Ясиновская-Глубокая, Северная, Калиновская-Восточная                    | 3404                       | 3323                       | 16458                              | Донецкая         |
| ОАО «Красноармейская-Западная № 1»          | - | 5447                       | 5087                       | 8004                               | Донецкая         |
| ОАО «Укруглестрой»                          | - | 195                        | 278                        | N/A                                | Донецкая         |
| ДТЭК Шахта Комсомолец Донбасса              | - | 3904                       | 3432                       | N/A                                | Донецкая         |
| ООО «Донпромбизнес»                         | - | 65                         | 160                        | N/A                                | Донецкая         |
| ООО «Донразработка»                         | - | 0                          | 16                         | N/A                                | Донецкая         |
| ООО «Краснолиманское»                       | - | 523                        | 602                        | N/A                                | Донецкая         |
| ООО «Углересурс» Торез                      | - | 21                         | 31                         | N/A                                | Донецкая         |
| ООО «ш. Садовая»                            | - | 102                        | 0                          | 443                                | Луганская        |
| ООО «Юнион-Угледобыча»                      | - | 0                          | 53                         | N/A                                | Донецкая         |
| Орджоникидзеуголь                           | Енакиевская, Углегорская, Полтавская, Булавинская, Ольховатская, им. К.Маркса                                                                     | 516                        | 534                        | 5846                               | Донецкая         |
| ДТЭК Павлоградуголь                         | им. Героев Космоса, Западно-Донбасская, Днепровская, Павлоградская, им. Н. И. Сташкова, Благодатная, Терновская, Юбилейная, Степная, Самарская    | 13732                      | 14163                      | 20886                              | Днепропетровская |
| ГП Первомайскуголь                          | Карбонит, Тошковская, Первомайская, Ломоватская, Золотое, Горская                                                                                 | 565                        | 479                        | 6998                               | Луганская        |
| ДТЭК Ровенькиантрацит                       | им. Фрунзе, им. Вахрушева, № 2 им. Дзержинского, № 81 Киевская, им. Космонавтов, № 1/2 Ровеньковская, № 2 Луганская                               | 4946                       | 6000                       | 14734                              | Луганская        |
| ДТЭК Свердловантрацит                       | Красный партизан, Должанская-Капитальная, им. Свердлова, Харьковская, Центросоюз                                                                  | 5818                       | 6110                       | 10569                              | Луганская        |
| Селидовуголь                                | Котляревская, № 1/3 Новогродовская , Кураховская, Украина                                                                                         | 1191                       | 1642                       | 8284                               | Донецкая         |
| Снежноеантрацит                             | Заря, Ударник | 559                        | 576                        | 2806                               | Донецкая         |
| Торезантрацит                               | Прогресс, Волынская, им. Лутугина, Киселева | 636                        | 777                        | 3570                               | Донецкая         |
| ш. 17-17 бис III гр.                        | - | 5                          | 17                         | 4362                               | Донецкая         |
| ш. Голубовская III гр.                      | - | 0                          | 3                          | 0                                  | Луганская        |
| ш. им. Гагарина III гр.                     | - | 26                         | 36                         | 981                                | Донецкая         |
| ш. им. Горького III гр.                     | - | 10                         | 10                         | 498                                | Донецкая         |
| ш. Кирова III гр.                           | - | 0                          | 6                          | 0                                  | Луганская        |
| ш. Краснолиманская                          | - | 1640                       | 1830                       | 4219                               | Донецкая         |
| ш. Перевальская III гр.                     | - | 34                         | 42                         | 756                                | Луганская        |
| ш. Постниковская III гр.                    | - | 1                          | 4                          | 0                                  | Донецкая         |
| ш. Путиловская                              | - | 19                         | 5                          | 356                                | Донецкая         |
| ш. Тернопольская III гр.                    | - | 0                          | 5                          | 0                                  | Донецкая         |
| ш. Белозерская                              | - | 1074                       | 1215                       | 2947                               | Донецкая         |
| ш. Куйбышевская III                         | - | 0                          | 10                         | 0                                  | Донецкая         |
| ш/у «Донбасс»                               | Коммунарская, Щегловская-Гл. | 1395                       | 1561                       | 5438                               | Донецкая         |
| ш/у им. Чапаева                             | Чапаева, им.1 Мая, Тернопольская | 207                        | 125                        | 0                                  | Донецкая         |
| ш/у Южно-Донбасское № 1                     | - | 883                        | 830                        | 3614                               | Донецкая         |
| Шахтерскантрацит                            | Шахтерская-Глубокая, Иловайская, им.17 партсъезда, им. С. П. Ткачука, им. 1 Мая, Чапаева                                                          | 559                        | 831                        | 4029                               |                  |

### Все шахты Украины (по отдельности)
| Название шахты                                       | Входит в объединение                           | Добыча угля, тыс. т (2009) | Добыча угля, тыс. т (2008) | Количество работников, чел. (2009) | Область          |
| ---------------------------------------------------- | ---------------------------------------------- | -------------------------- | -------------------------- | ---------------------------------- | ---------------- |
| ПАО ШУ «Покровское» («Красноармейская-Западная № 1») | -                                              | 5447                       | 5087                       | 8004                               | Донецкая         |
| ОАО «ш. Комсомолец Донбасса»                         | ДТЭК                                           | 3904                       | 3432                       | N/A                                | Донецкая         |
| им. Героев Космоса                                   | Павлоградуголь (ДТЭК)                          | 2280                       | 2204                       | 2344                               | Днепропетровская |
| Красный партизан                                     | Сверловантрацит                                | 1950                       | 2559                       | 3562                               | Луганская        |
| Должанская-Капитальная                               | Сверловантрацит                                | 1877                       | 1722                       | 3264                               | Луганская        |
| им. Фрунзе                                           | Ровенькиантрацит                               | 1663                       | 1941                       | 3308                               | Луганская        |
| ш. Краснолиманская                                   | -                                              | 1640                       | 1830                       | 4219                               | Донецкая         |
| АП «ш. им. Засядько»                                 | -                                              | 1554                       | 1312                       | 6067                               | Донецкая         |
| Западно-Донбасская                                   | Павлоградуголь (ДТЭК)                          | 1530                       | 1742                       | 2538                               | Днепропетровская |
| Днепровская                                          | Павлоградуголь (ДТЭК)                          | 1468                       | 1260                       | 2062                               | Днепропетровская |
| Павлоградская                                        | Павлоградуголь (ДТЭК)                          | 1467                       | 1419                       | 2029                               | Днепропетровская |
| Комсомольская                                        | Антрацит                                       | 1322                       | 1750                       | 3325                               | Луганская        |
| им. Н. И. Сташкова                                   | Павлоградуголь (ДТЭК)                          | 1231                       | 1447                       | 2136                               | Днепропетровская |
| Благодатная                                          | Павлоградуголь (ДТЭК)                          | 1213                       | 1129                       | 1704                               | Днепропетровская |
| Терновская                                           | Павлоградуголь (ДТЭК)                          | 1207                       | 1193                       | 1935                               | Днепропетровская |
| Добропольская                                        | Добропольеуголь                                | 1197                       | 1141                       | 2876                               | Донецкая         |
| Самсоновская-Западная                                | Краснодонуголь                                 | 1189                       | 1261                       | 2557                               | Луганская        |
| Юбилейная                                            | Павлоградуголь (ДТЭК)                          | 1143                       | 1200                       | 1894                               | Днепропетровская |
| Суходольская-Восточная                               | Краснодонуголь                                 | 1124                       | 1079                       | 2585                               | Луганская        |
| Степная                                              | Павлоградуголь (ДТЭК)                          | 1107                       | 1412                       | 2323                               | Днепропетровская |
| Самарская                                            | Павлоградуголь (ДТЭК)                          | 1085                       | 1157                       | 1921                               | Днепропетровская |
| ш. Белозерская                                       | -                                              | 1074                       | 1215                       | 2947                               | Донецкая         |
| ш/у Луганское                                        | Луганскуголь                                   | 1072                       | 1350                       | 3513                               | Луганская        |
| им. Вахрушева                                        | Ровенькиантрацит                               | 1013                       | 1204                       | 2535                               | Луганская        |
| им. Баракова                                         | Краснодонуголь                                 | 1011                       | 1017                       | 1885                               | Луганская        |
| ЗАО «ш. Ждановская»                                  | -                                              | 883                        | 932                        | N/A                                | Донецкая         |
| ш/у Южно-Донбасское № 1                              | -                                              | 883                        | 830                        | 3614                               | Донецкая         |
| Молодогвардейская                                    | Краснодонуголь                                 | 867                        | 1051                       | 2298                               | Луганская        |
| № 2 им. Дзержинского                                 | Ровенькиантрацит                               | 838                        | 978                        | 2411                               | Луганская        |
| Южно-Донбасская № 3                                  | Донецкуголь                                    | 796                        | 849                        | 3517                               | Донецкая         |
| ГОАО «ш. Белореченская»                              | -                                              | 778                        | 1031                       | 2608                               | Луганская        |
| им. Свердлова                                        | Сверловантрацит                                | 774                        | 700                        | 1405                               | Луганская        |
| Коммунарская № 22                                    | ш/у «Донбасс»                                  | 745                        | 757                        | 2052                               | Донецкая         |
| им. Бажанова                                         | Макеевуголь                                    | 744                        | 809                        | 2627                               | Донецкая         |
| Россия                                               | Селидовуголь                                   | 650                        | 598                        | 2551                               | Донецкая         |
| Щегловская-Гл.                                       | ш/у «Донбасс»                                  | 650                        | 804                        | 3386                               | Донецкая         |
| Харьковская                                          | Сверловантрацит                                | 636                        | 644                        | 1110                               | Луганская        |
| Новодонецкая                                         | Добропольеуголь                                | 613                        | 568                        | 2416                               | Донецкая         |
| Бутовская                                            | Макеевуголь                                    | 583                        | 507                        | 2095                               | Донецкая         |
| Центросоюз                                           | Сверловантрацит                                | 582                        | 484                        | 1228                               | Луганская        |
| им. Стаханова                                        | Красноармейскуголь                             | 575                        | 900                        | 3849                               | Донецкая         |
| № 81 Киевская                                        | Ровенькиантрацит                               | 545                        | 626                        | 2177                               | Луганская        |
| ООО «Краснолиманское»                                | ООО «Краснолиманское»                          | 523                        | 602                        | N/A                                | Донецкая         |
| им. Скочинского                                      | Донецкуголь                                    | 518                        | 625                        | 2253                               | Донецкая         |
| им. Мельникова                                       | Лисичанскуголь                                 | 505                        | 336                        | 1989                               | Луганская        |
| им. Космонавтов                                      | Ровенькиантрацит                               | 491                        | 798                        | 2414                               | Луганская        |
| Холодная Балка                                       | Макеевуголь                                    | 474                        | 529                        | 2092                               | Донецкая         |
| Дуванная                                             | Краснодонуголь                                 | 468                        | 573                        | 1380                               | Луганская        |
| Прогресс                                             | Торезантрацит                                  | 466                        | 552                        | 1731                               | Донецкая         |
| им. Кирова                                           | Макеевуголь                                    | 458                        | 642                        | 2210                               | Донецкая         |
| Шахтерская-Глубокая                                  | Шахтерскантрацит                               | 449                        | 619                        | 2292                               | Донецкая         |
| им. XIX съезда КПСС                                  | Луганскуголь                                   | 425                        | 503                        | 1644                               | Луганская        |
| Заря                                                 | Снежноеантрацит                                | 418                        | 403                        | 1727                               | Донецкая         |
| Межиреченская                                        | Львовуголь                                     | 416                        | 675                        | 1204                               | Львовская        |
| Степная                                              | Львовуголь                                     | 407                        | 537                        | 1486                               | Львовская        |
| Возрождение                                          | Львовуголь                                     | 403                        | 261                        | 1386                               | Львовская        |
| Великомостовская                                     | Львовуголь                                     | 382                        | 377                        | 974                                | Львовская        |
| Алмазная                                             | Добропольеуголь                                | 379                        | 435                        | 2003                               | Донецкая         |
| Лесная                                               | Львовуголь                                     | 370                        | 345                        | 1230                               | Львовская        |
| Ореховская                                           | Краснодонуголь                                 | 362                        | 353                        | 944                                | Луганская        |
| Блок 50-летия СССР                                   | Краснодонуголь                                 | 357                        | 849                        | 1106                               | Луганская        |
| Пионер                                               | Добропольеуголь                                | 357                        | 450                        | 1905                               | Донецкая         |
| Вергелевская                                         | Луганскуголь                                   | 353                        | 329                        | 1507                               | Луганская        |
| Червоноградская                                      | Львовуголь                                     | 341                        | 416                        | 1305                               | Львовская        |
| им. Ленина                                           | Макеевуголь                                    | 322                        | 413                        | 1820                               | Донецкая         |
| Чайкино                                              | Макеевуголь                                    | 293                        | 137                        | 1402                               | Донецкая         |
| № 1/3 Новогродовская                                 | Селидовуголь                                   | 290                        | 533                        | 2483                               | Донецкая         |
| Белицкая                                             | Добропольеуголь                                | 286                        | 286                        | 1484                               | Донецкая         |
| Краснокутская                                        | Донбассантрацит                                | 276                        | 410                        | 1648                               | Луганская        |
| Трудовская                                           | Донецкуголь                                    | 273                        | 345                        | 1910                               | Донецкая         |
| Партизанская                                         | Антрацит                                       | 257                        | 125                        | 1268                               | Луганская        |
| им. Дзержинского                                     | Торецкуголь                                    | 251                        | 241                        | 1601                               | Донецкая         |
| ГОАО «ш. Надежда»                                    | -                                              | 250                        | 253                        | 1119                               | Львовская        |
| № 1/2 Ровеньковская                                  | Ровенькиантрацит                               | 234                        | 138                        | 1260                               | Луганская        |
| Никанор-Новая                                        | Луганскуголь                                   | 207                        | 314                        | 1399                               | Луганская        |
| ОАО «Укруглестрой»                                   | -                                              | 195                        | 278                        | N/A                                | Донецкая         |
| Миусинская                                           | Донбассантрацит                                | 195                        | 54                         | 1203                               | Луганская        |
| Карбонит                                             | Первомайскуголь                                | 193                        | 170                        | 1401                               | Луганская        |
| Княгининская                                         | Донбассантрацит                                | 192                        | 246                        | 1251                               | Луганская        |
| им. Известия                                         | Донбассантрацит                                | 184                        | 295                        | 1632                               | Луганская        |
| Октябрьский рудник                                   | Донецкуголь                                    | 182                        | 188                        | 1365                               | Донецкая         |
| Ясиновская-Глубокая                                  | Макеевуголь                                    | 181                        | 116                        | 1590                               | Донецкая         |
| Северная                                             | Макеевуголь                                    | 180                        | 142                        | 1416                               | Донецкая         |
| № 9 Нововолынская                                    | Волыньуголь                                    | 177                        | 215                        | 1086                               | Волынская        |
| Хрустальская                                         | Донбассантрацит                                | 176                        | 140                        | 1162                               | Луганская        |
| Тошковская                                           | Первомайскуголь                                | 172                        | 62                         | 951                                | Луганская        |
| Заречная                                             | Львовуголь                                     | 171                        | 182                        | 1017                               | Львовская        |
| Калиновская-Восточная                                | Макеевуголь                                    | 169                        | 27                         | 1206                               | Донецкая         |
| им. Челюскинцев                                      | Донецкуголь                                    | 167                        | 75                         | 1293                               | Донецкая         |
| им. Румянцева                                        | Артемуголь                                     | 167                        | 209                        | 1574                               | Донецкая         |
| Енакиевская                                          | Орджоникидзеуголь                              | 162                        | 167                        | 1178                               | Донецкая         |
| № 2 Луганская                                        | Ровенькиантрацит                               | 161                        | 315                        | 629                                | Луганская        |
| им. Абакумова                                        | Донецкуголь                                    | 159                        | 280                        | 1303                               | Донецкая         |
| Краснолучская                                        | Донбассантрацит                                | 154                        | 98                         | 862                                | Луганская        |
| ш. им. Гаевого                                       | Артемуголь                                     | 153                        | 205                        | 1404                               | Донецкая         |
| Кураховская                                          | Селидовуголь                                   | 150                        | 162                        | 1438                               | Донецкая         |
| им. Ленина                                           | Артемуголь                                     | 146                        | 184                        | 1483                               | Донецкая         |
| им. Калинина                                         | Донецкуголь                                    | 141                        | 115                        | 1027                               | Донецкая         |
| Ударник                                              | Снежноеантрацит                                | 141                        | 172                        | 1079                               | Донецкая         |
| Крепинская                                           | Антрацит                                       | 131                        | 145                        | 811                                | Луганская        |
| Углегорская                                          | Орджоникидзеуголь                              | 128                        | 114                        | 1185                               | Донецкая         |
| Северная                                             | Торецкуголь                                    | 114                        | 153                        | 1272                               | Донецкая         |
| им. Димитрова                                        | Красноармейскуголь                             | 112                        | 115                        | 1433                               | Донецкая         |
| Торецкая                                             | Торецкуголь                                    | 111                        | 127                        | 1056                               | Донецкая         |
| им. Калинина                                         | Артемуголь                                     | 110                        | 115                        | 1099                               | Донецкая         |
| Бужанская                                            | Волыньуголь                                    | 103                        | 136                        | 911                                | Волынская        |
| Волынская                                            | Торезантрацит                                  | 103                        | 132                        | 739                                | Донецкая         |
| ООО «ш. Садовая»                                     | -                                              | 102                        | 0                          | 443                                | Луганская        |
| Украина                                              | Селидовуголь                                   | 101                        | 348                        | 1812                               | Донецкая         |
| Лутугинская                                          | Луганскуголь                                   | 100                        | 182                        | 1335                               | Луганская        |
| № 1 Нововолынская                                    | Волыньуголь                                    | 100                        | 109                        | 755                                | Волынская        |
| № 5 Нововолынская                                    | Волыньуголь                                    | 96                         | 114                        | 736                                | Волынская        |
| Чапаева                                              | ш/у им. Чапаева                                | 92                         | 67                         | N/A                                | Донецкая         |
| Полтавская                                           | Орджоникидзеуголь                              | 82                         | 85                         | 986                                | Донецкая         |
| Булавинская                                          | Орджоникидзеуголь                              | 82                         | 71                         | 897                                | Донецкая         |
| Первомайская                                         | Первомайскуголь                                | 72                         | 69                         | 1052                               | Луганская        |
| Иловайская                                           | Шахтерскантрацит                               | 72                         | 146                        | 997                                | Донецкая         |
| им. Артема                                           | Луганскуголь                                   | 72                         | 41                         | 878                                | Луганская        |
| Новодружеская                                        | Лисичанскуголь                                 | 70                         | 10                         | 933                                | Луганская        |
| Фащевская                                            | Луганскуголь                                   | 66                         | 85                         | 931                                | Луганская        |
| ООО «Донпромбизнес»                                  | -                                              | 65                         | 160                        | N/A                                | Донецкая         |
| Ломоватская                                          | Первомайскуголь                                | 64                         | 66                         | 790                                | Луганская        |
| Южная                                                | Торецкуголь                                    | 63                         | 63                         | 607                                | Донецкая         |
| ГОАО ш. Новодзержинская                              | -                                              | 63                         | 70                         | 818                                | Донецкая         |
| им.1 Мая                                             | ш/у им. Чапаева                                | 62                         | 36                         | N/A                                | Донецкая         |
| им. Лутугина                                         | Торезантрацит                                  | 62                         | 48                         | 807                                | Донецкая         |
| Ольховатская                                         | Орджоникидзеуголь                              | 56                         | 52                         | 823                                | Донецкая         |
| Тернопольская                                        | ш/у им. Чапаева                                | 53                         | 22                         | N/A                                | Донецкая         |
| Центральная                                          | Красноармейскуголь                             | 51                         | 81                         | 1169                               | Донецкая         |
| Привольнянская                                       | Лисичанскуголь                                 | 45                         | 56                         | 1262                               | Луганская        |
| Черкасская                                           | Луганскуголь                                   | 42                         | 45                         | 878                                | Луганская        |
| Родинская                                            | Красноармейскуголь                             | 40                         | 121                        | 874                                | Донецкая         |
| ш. Перевальская III гр.                              | -                                              | 34                         | 42                         | 756                                | Луганская        |
| Моспинская                                           | Донецкуголь                                    | 34                         | 67                         | 491                                | Донецкая         |
| Золотое                                              | Первомайскуголь                                | 34                         | 54                         | 1120                               | Луганская        |
| им.17 партсъезда                                     | Шахтерскантрацит                               | 30                         | 17                         | 389                                | Донецкая         |
| Горская                                              | Первомайскуголь                                | 29                         | 59                         | 1684                               | Луганская        |
| Лидиевка                                             | Донецкуголь                                    | 26                         | 33                         | 673                                | Донецкая         |
| ш. им. Гагарина III гр.                              | -                                              | 26                         | 36                         | 981                                | Донецкая         |
| ООО «Углересурс» Торез                               | -                                              | 21                         | 31                         | N/A                                | Донецкая         |
| Новопавловская                                       | Донбассантрацит                                | 20                         | 0                          | 340                                | Луганская        |
| ш. Путиловская                                       | -                                              | 19                         | 5                          | 356                                | Донецкая         |
| им. Капустина                                        | Лисичанскуголь                                 | 19                         | 43                         | 1198                               | Луганская        |
| ш. 4-21                                              | Донецкуголь                                    | 19                         | 18                         | 520                                | Донецкая         |
| Визейская                                            | Львовуголь                                     | 14                         | 59                         | 367                                | Львовская        |
| ш. им. Горького III гр.                              | -                                              | 10                         | 10                         | 498                                | Донецкая         |
| Постниковская                                        | Дирекция по реструктуризации шахтерского фонда | 8                          | 0                          | 135                                | Донецкая         |
| им. С. П. Ткачука                                    | Шахтерскантрацит                               | 8                          | 30                         | 351                                | Донецкая         |
| Винницкая                                            | Дирекция по реструктуризации шахтерского фонда | 7                          | 0                          | 83                                 | Донецкая         |
| им. К.Маркса                                         | Орджоникидзеуголь                              | 6                          | 45                         | 777                                | Донецкая         |
| ш. 17-17 бис III гр.                                 | -                                              | 5                          | 17                         | 4362                               | Донецкая         |
| Киселева                                             | Торезантрацит                                  | 4                          | 45                         | 293                                | Донецкая         |
| ш. Постниковская III гр.                             | -                                              | 1                          | 4                          | N/A                                | Донецкая         |
| ГОАО ш. Рассвет                                      | -                                              | 0                          | 42                         | N/A                                | Донецкая         |
| им. 1 Мая                                            | Шахтерскантрацит                               | 0                          | 4                          | N/A                                | Донецкая         |
| Чапаева                                              | Шахтерскантрацит                               | 0                          | 15                         | N/A                                | Донецкая         |
| ш. Тернопольская III гр.                             | -                                              | 0                          | 5                          | N/A                                | Донецкая         |
| ООО «Юнион-Угледобыча»                               | -                                              | 0                          | 53                         | N/A                                | Донецкая         |
| ООО «Донразработка»                                  | -                                              | 0                          | 16                         | N/A                                | Донецкая         |
| им. 50-лет Сов. Украины                              | Антрацит                                       | 0                          | 44                         | 129                                | Луганская        |
| ш. Голубовская III гр.                               | -                                              | 0                          | 3                          | N/A                                | Луганская        |
| ш. Кирова III гр.                                    | -                                              | 0                          | 6                          | N/A                                | Луганская        |
| ЗАО «Энергоуголь»                                    | -                                              | 0                          | 41                         | N/A                                | Волынская        |
| ш. Куйбышевская III                                  | -                                              | 0                          | 10                         | N/A                                | Донецкая         |

### Обогатительные предприятия Украины
| форма           | название                                | форма   | название                      |
| --------------- | --------------------------------------- | ------- | ----------------------------- |
| ОФ              | Антрацит                                |         |                               |
| Брикетная фабр. | Байдаковская                            | ГХК     | Александрияуголь              |
| ГОАО ГОФ        | Белореченская                           | ГХК     | Луганскуглепереработка        |
| ГОАО ЦОФ        | Брянковская                             | ГХК     | Луганскуглепереработка        |
| ГОАО ГОФ        | Вахрушевская                            | ГП      | Ровенькиантрацит              |
| ГП              | Восточный горно-обогатительный комбинат |         |                               |
| ГОАО ЦОФ        | Горловская                              | ГХК     | Донбассуглеобогащение         |
| ГОАО ОФ         | Горская                                 | ГХК     | Первомайскуголь               |
| ГОАО ЦОФ        | Дзержинская                             | ГХК     | Донбассуглеобогащение         |
| Брикетная фабр. | Дмитровская                             | ГХК     | Александрияуголь              |
| ГОАО ЦОФ        | Добропольская                           | ГХК     | Донбассуглеобогащение         |
| ГОАО ЦОФ        | Донецкая                                |         |                               |
| ГОАО ЦОФ        | Дуванская                               | ГХК     | Краснодонуголь                |
| ГОАО ГОФ        | им. Известий                            | ГХК     | Донбассантрацит               |
| ГОАО ЦОФ        | Киселевская                             | ГХК     | Торезантрацит                 |
| ГОАО ЦОФ        | Колосниковская                          | ГП      | Макеевуголь                   |
| ГОАО ЦОФ        | Комендантская                           | ГП      | Ровенькиантрацит              |
| ГОАО ГОФ        | Красная звезда                          | ГХК     | Торезантрацит                 |
| ГОАО ЦОФ        | Краснолиманская                         | ГП УК   | Краснолиманская               |
| ГОАО ГОФ        | Краснопартизанская                      | ГП      | Свердловантрацит              |
| ГОАО ЦОФ        | Криворожская                            | ГХК     | Луганскуглепереработка        |
| ГОАО ЦОФ        | Кураховская                             | ОАО ГХК | Павлоградуголь                |
| ГОАО ГОФ        | Луганская                               | ГХК     | Луганскуголь                  |
| ГОАО            | Макуглекокс                             | ГП      | Макеевуголь                   |
| ГОАО ЦОФ        | Маяк                                    | ГХК     | Луганскуголь                  |
| ГОАО ГОФ        | Миусинская                              | ГХК     | Донбассантрацит               |
| ГОАО ГОФ        | Михайловская                            | ГХК     | Луганскуглепереработка        |
| ОАО ЦОФ         | Нагольчанская                           | ГХК     | Луганскуглепереработка        |
| ГОАО ГОФ        | Новопавловская                          | ГХК     | Донбассантрацит               |
| ГОАО ЦОФ        | Октябрьская                             | ГХК     | Донбассуглеобогащение         |
| ГОАО ЦОФ        | Павлоградская                           | ОАО ГХК | Павлоградуголь                |
| ГОАО ГОФ        | Партизанская                            | ГП      | Антрацит                      |
| ГОАО ЦОФ        | Постниковская                           | ГХК     | Шахтерскантрацит              |
| ГОАО ЦОФ        | Пролетарская                            | ГП      | Макеевуголь                   |
| ГОАО ГОФ        | Ровеньковская                           | ГП      | Ровенькиантрацит              |
| ГОАО ЦОФ        | Россия                                  | ГХК     | Селидовуголь                  |
| ГОАО ГОФ        | Самсоновская                            | ГХК     | Краснодонуголь                |
| ГОАО ЦОФ        | Свердловская                            | ГП      | Свердловантрацит              |
| ГОАО ЦОФ        | Селидовская                             | ГХК     | Селидовуголь                  |
| ГОАО ЦОФ        | Сердитенская                            | ГХК     | Шахтерскантрацит              |
| ГОАО ГОФ        | Славяносербская                         | ГХК     | Луганскуголь                  |
| ЦОФ             | Снежнянская                             | ГП      | Снежноеантрацит               |
| ГОАО ЦОФ        | Суходольская                            |         |                               |
| ГОАО ЦОФ        | Торезская                               | ГХК     | Октябрьуголь (Жовтеньвугілля) |
| ГОАО ЦОФ        | Углегорская                             |         |                               |
| ГОАО ЦОФ        | Украина                                 | ГХК     | Селидовуголь                  |
| КП ОФ           | Центральная                             |         |                               |
| ГОАО ГОФ        | Центросоюз                              | ГП      | Свердловантрацит              |
| ГОАО ЦОФ        | Червоноградская                         | ГП      | Львовуголь                    |
| ГОАО ЦОФ        | Шахтерская                              | ГХК     | Шахтерскантрацит              |
| ГОАО ЦОФ        | Яновская                                | ГХК     | Донбассантрацит               |

Сокращения: ГП — государственное предприятие, ОАО — открытое акционерное общество, ГХК — государственная холдинговая компания, ГОАО — государственное открытое акционерное общество, КП — коммунальное предприятие, ОФ — обогатительная фабрика, ЦОФ — центральная обогатительная фабрика, ГОФ — государственная обогатительная фабрика

### Проектирование и внедрение комплексов для обогащения угля, шлама, угольных терриконов, породных отвалов, отвалов металлургических предприятий
Государственный проектно-конструкторский институт обогатительного оборудования «Гипромашуглеобогащение»
- Сайт института

### Предприятия погрузки и транспорта угольной промышленности Украины
| форма    | название                                            | форма   | название                      |
| -------- | --------------------------------------------------- | ------- | ----------------------------- |
| ГОАО     | Автобаза                                            | ГХК     | Шахтерскантрацит              |
| ГОАО     | Автобаза                                            | ГХК     | Первомайскуголь               |
| ГОАО     | Автобаза                                            | ГП      | Антрацит                      |
| ГОАО     | Автобаза                                            | ГХК     | Луганскуголь                  |
|          | Автобаза                                            | ГП      | Снежноеантрацит               |
| ГОАО     | Автобаза                                            | ГХК     | Торезантрацит                 |
| ДП       | Автобаза                                            | ГХК     | Днепрошахтострой              |
| ГОАО     | Автобаза                                            | ГХК     | Донбассуглеобогащение         |
| ГОАО     | Автобаза                                            | ГХК     | Лисичанскуголь                |
| ГОАО     | Автобаза                                            | ГП      | Макеевуголь                   |
| ГОАО     | Автобаза Антрацитуглесервис                         | ГХК     | Антрацитуглесервис            |
| ГОАО     | Автобаза Октябрьуголь                               | ГХК     | Октябрьуголь (Жовтеньвугілля) |
|          | Автобаза по добыче угля                             | ГП      | Орджоникидзеуголь             |
|          | Автомобилист                                        | ГП      | Красноармейскуголь            |
| ДП       | Автосервис                                          | ОАО     | Червоноградская автобаза      |
| ГОАО     | Автотранспортное предприятие #1                     | ГП      | Донуголь                      |
| ГОАО     | Александрийская автобаза                            | ГХК     | Александрияуголь              |
| ГОАО     | Брянковская автобаза                                | ГХК     | Луганскшахтострой             |
|          | Горловское погрузочно-транспортное управление       | ГП      | Артемуголь                    |
| ГП ПТУ   | Дзержинскпогрузтранс                                | ГП      | Торецкуголь                   |
| Автобаза | Торецкуголь                                         | ГП      | Торецкуголь                   |
| ГОАО     | Дмитровуглегрузтранс                                | ГХК     | Селидовуголь                  |
| ГОАО     | Добропольская автобаза                              | ГХК     | Добропольеуголь               |
| ГОАО ПТУ | Донбасспогрузтранс                                  | ГХК     | Донбассантрацит               |
| ГОАО     | Донецкгрузтранс                                     | ГП      | Донуголь                      |
| ГОАО     | Донецкшахтостройтранс                               |         |                               |
|          | Енакиевское ПТУ                                     | ГП      | Орджоникидзеуголь             |
| ГОАО     | Краснодонпогрузтранс                                | ГХК     | Краснодонуголь                |
| ГОАО     | Краснодонская автобаза                              | ГХК     | Луганскшахтострой             |
| ГОАО     | Краснолучская автобаза                              | ГХК     | Донбассантрацит               |
| ГОАО     | Луганская автобаза                                  | ГХК     | Луганскуглепереработка        |
| ГОАО     | Луганское хозрасчетное автотранспортное предприятие | ГХК     | Луганскшахтострой             |
| ГОАО ПТУ | Луганскпогрузтранс                                  | ГХК     | Луганскуголь                  |
| ОАО      | Макеевский стрелочный завод                         | ГХК     | Укруглепромтранс              |
| ГОАО     | Макеевское погрузочно-транспортное управление       | ГП      | Макеевуголь                   |
| ДП       | Мотосервис                                          | ОАО     | Червоноградская автобаза      |
| ГОАО ПТУ | Павлоградпогрузтранс                                | ОАО ГХК | Павлоградуголь                |
| ГОАО     | Павлоградская автобаза                              | ОАО ГХК | Павлоградуголь                |
| ГОАО     | Первомайское погрузочно-транспортное управление     | ГХК     | Первомайскуголь               |
|          | Погрузочно-транспортное управление                  | ГП      | Снежноеантрацит               |
| ГОАО     | Погрузочно-транспортное управление                  | ГП      | Антрацит                      |
| ГОАО ПТУ | Свердловгрузтранс                                   | ГП      | Свердловантрацит              |
| ГОАО     | Свердловская автобаза                               | ГХК     | Луганскшахтострой             |
| ГОАО     | Селидовская автобаза                                | ГХК     | Селидовуголь                  |
|          | Спецмехбаза                                         | ГП      | Снежноеантрацит               |
| ГОАО ПТУ | Стахановпромтранс                                   |         |                               |
| ГОАО     | Трансавтосвердловантрацит                           | ГП      | Свердловантрацит              |
| ГОАО     | Транспортное предприятие «Уголь»                    | ГХК     | Краснодонуголь                |
| ДП       | Транссервис                                         | ОАО     | Червоноградская автобаза      |
| ГОАО     | Углеавтотранс                                       | ГХК     | Луганскуглестрой              |
| ОАО      | Червоноградская автобаза                            | ГП      | Львовуголь                    |
| ГОАО     | Червоноградское погрузочно-транспортное предприятие | ГП      | Львовуголь                    |
| ГОАО ПТУ | Шахтерскпогрузтранс                                 | ГХК     | Шахтерскантрацит              |

Сокращения: ГП — государственное предприятие, ОАО — открытое акционерное общество, ГХК — государственная холдинговая компания, ГОАО — государственное открытое акционерное общество, ПТУ — погрузочно-транспортное управление

### Предприятия сбыта и поставки угольной промышленности Украины
| форма      | название                                                                            | форма         | название                      |
| ---------- | ----------------------------------------------------------------------------------- | ------------- | ----------------------------- |
| ООО        | Компания «Укрпром-постач»                                                           | ООО           |                               |
| ГОАО КСП   | Александрияуглесбыт                                                                 | ГХК           | Александрияуголь              |
| ГП         | Волыньуглесбытснаб                                                                  | ГП            | Волыньуголь                   |
| ГОАО       | Государственное углесбытное предприятие                                             | ГХК           | Шахтерскантрацит              |
| ГП         | Дзержинский отдел рабочего снабжения                                                |               |                               |
| ГОАО       | Добропольеуглекомплект                                                              | ГХК           | Добропольеуголь               |
| ГП         | Добропольеуглеснабсбыт                                                              | ГХК           | Добропольеуголь               |
| ГОАО       | Донецкое управление комплектации и материально-технического снабжения               | ГХК           | Спецшахтобурение              |
| ГОАО       | Донецкуглересурсы                                                                   |               |                               |
| ГОАО       | Донуглесбытпоставка                                                                 | ГП            | Донуголь                      |
| Управление | Западуглепоставка                                                                   | ГП            | Львовуголь                    |
| ГОАО       | Западуглеснабсбыт                                                                   | ГП            | Львовуголь                    |
|            | Красноармейскуглепоставка                                                           | ГП            | Красноармейскуголь            |
| ГОАО       | Краснодонское управление материально-технического снабжения                         |               |                               |
| ОП         | Краснодонуглепоставка                                                               | ГХК           | Краснодонуголь                |
| ОП         | Луганскпромтехпоставка                                                              | ГП            | Луганская угольная компания   |
| ГОАО       | Луганскуглересурсы                                                                  |               |                               |
| ГП         | Нормауглеснабсбыт                                                                   | ГП            | Донецкуголь                   |
|            | Октябрьуглесбыт                                                                     | ГХК           | Октябрьуголь (Жовтеньвугілля) |
| ГОАО       | Отдел технического снабжения                                                        | ОАО ГХК Трест | Горловуглестрой               |
| ГОАО       | Павлоградуглесбыт                                                                   | ОАО ГХК       | Павлоградуголь                |
| ГОАО       | Первомайскуглесбыт                                                                  | ГХК           | Первомайскуголь               |
| ГОАО       | Предприятие по реализации и поставке продукции                                      | ГХК           | Донбассантрацит               |
| ГОАО       | Предприятие по сбыту продукции и поставке материалов и оборудования                 | ГХК           | Октябрьуголь (Жовтеньвугілля) |
| ГОАО       | Предприятие по сбыту угольной продукции Октябрьуглепоставка                         | ГХК           | Октябрьуголь (Жовтеньвугілля) |
| ГОАО       | Свердловпромкомплектсбыт                                                            | ГП            | Свердловантрацит              |
| ГОАО       | Свердловуглесбыт                                                                    | ГП            | Свердловантрацит              |
| ДП         | Селидовуглеснабсбыт                                                                 | ГХК           | Селидовуголь                  |
|            | Стахановское УМТС                                                                   | ПО            | Стахановуголь                 |
|            | Стахановское управление по сбыту и реализации угольной продукции                    | ПО            | Стахановуголь                 |
| ГОАО       | Торезское коммерческо-сбытовое предприятие по реализации и сбыту угольной продукции | ГХК           | Торезантрацит                 |
| ГОАО       | Торезское предприятие по сбыту и поставкам продукции и материалов                   | ГХК           | Торезантрацит                 |
| ДП         | Углереализация                                                                      | ГП            | Львовуголь                    |
| ОП         | УМТС                                                                                | ГП            | Макеевуголь                   |
|            | УМТС                                                                                | ГХК           | Шахтерскантрацит              |
|            | УМТС                                                                                | ГП            | Орджоникидзеуголь             |
|            | УМТС                                                                                | ГП            | Ровенькиантрацит              |
|            | УМТС                                                                                | ГП            | Торецкуголь                   |
|            | УМТС                                                                                | ГП            | Снежноеантрацит               |
|            | УМТС                                                                                | ГП            | Артемуголь                    |
| ГОАО       | УМТС                                                                                | ОАО ГХК       | Павлоградуголь                |
| ГОАО       | Управление материально-технического обеспечения и сбыта продукции                   | ГХК           | Донбассуглеобогащение         |
| ДП         | Управление материально-технического снабжения                                       | ГХК           | Селидовуголь                  |
| ГОАО       | Управление материально-технического снабжения                                       | ГП            | Антрацит                      |
| ГОАО       | Управление материально-технического снабжения                                       | ГХК           | Первомайскуголь               |
| ОП         | Управление материально-технического снабжения                                       | ГП            | Свердловантрацит              |
| ГОАО       | Управление материально-технического снабжения                                       | ГХК           | Луганскшахтострой             |
| ГОАО       | Управление материально-технического снабжения                                       | ГХК           | Лисичанскуголь                |
| ГОАО       | Управление материально-технического снабжения Антрацитуглесервис                    | ГХК           | Антрацитуглесервис            |
| ОП         | Управление по снабжению и сбыту продукции                                           | ГХК           | Луганскуголь                  |
| ОП         | Управление снабжения                                                                | ГХК           | Селидовуголь                  |
|            | Фирма материально-технического обеспечения по сбыту продукции                       | ГП            | Донецкуголь                   |

Сокращения: ГП — государственное предприятие, ОАО — открытое акционерное общество, ГХК — государственная холдинговая компания, ГОАО — государственное открытое акционерное общество, УМТС — управление материально-технического снабжения

### Шахтостроительные предприятия Украины
| форма      | название                                                                                  | форма                                             | название                                          |
| ---------- | ----------------------------------------------------------------------------------------- | ------------------------------------------------- | ------------------------------------------------- |
| ГОАО Трест | Александрияразрезстрой                                                                    | ГХК                                               | Александрияуголь                                  |
| ГОАО       | Антрацитовское ремонтно-строительное управление                                           | ГП                                                | Антрацит                                          |
| ГОАО       | Антрацитовское шахтостроительное монтажное управление                                     |                                                   |                                                   |
| ГОАО       | Антрацитшахтострой                                                                        | ГХК                                               | Луганскшахтострой                                 |
| ОАО        | Артемшахтострой                                                                           | ГХК                                               | Донбассшахтострой                                 |
| ГОАО       | Горловское шахтоспецмонтажное управление Углеавтоматика                                   | ОАО ГХК                                           | Донецкуглеавтоматика                              |
| ГОАО       | Дирекция капитального строительства и реконструкции объектов незавершенного строительства | ГХК                                               | Луганскшахтострой                                 |
| ГП         | Дирекция по строительству объектов                                                        |                                                   |                                                   |
|            | Добропольское ШСУ #4                                                                      | ГХК                                               | Добропольеуголь                                   |
| ООО        | Дом-сервис                                                                                |                                                   | ФИНЭКО (Межотраслевое финансовое объединение)     |
| ГОАО       | Донецкое шахтопроходческое управление по бурению стволов и скважин                        | ГХК                                               | Спецшахтобурение                                  |
| ГОАО       | Донецкое шахтоспецмонтажное управление Углеавтоматика                                     | ОАО ГХК                                           | Донецкуглеавтоматика                              |
| ГОАО Трест | Донецкуглестрой                                                                           |                                                   |                                                   |
| ГОАО Трест | Донецкшахтопроходка                                                                       | ГХК                                               | Донбассшахтострой                                 |
| ОАО        | Донецкшахтострой                                                                          | ГХК                                               | Донбассшахтострой                                 |
| ОАО Трест  | Донецкшахтостроймонтаж                                                                    | ГХК                                               | Донбассшахтострой                                 |
| ООО        | Доншахтострой                                                                             |                                                   | ФИНЭКО (Межотраслевое финансовое объединение)     |
| ГОАО       | Ильичевский рудоремонтный завод                                                           | ГХК                                               | Луганскшахтострой                                 |
| ГОАО       | Кирпичный завод                                                                           |                                                   |                                                   |
| ГОАО Трест | Красноармейскшахтострой                                                                   | ГХК                                               | Донбассшахтострой                                 |
| ГОАО Трест | Краснодонуглестрой                                                                        |                                                   |                                                   |
| ГОАО Трест | Краснодоншахтострой                                                                       | ГХК                                               | Луганскшахтострой                                 |
| ГП         | Краснопартизанское ремонтно-строительное предприятие                                      | ГП                                                | Укрдонбассэкология                                |
| ГОАО       | Краснопартизанское РСУ                                                                    | ГП                                                | Свердловантрацит                                  |
|            | Куйбышевское РСУ #1                                                                       | ГП                                                | Донецкуголь                                       |
| ГОАО       | Луганское ремонтно-строительное общество                                                  |                                                   |                                                   |
| ГОАО       | Луганское РСУ                                                                             | ГХК                                               | Луганскуголь                                      |
| ГОАО       | Луганское специализированное шахтопроходческое управление                                 | ГХК                                               | Луганскуглестрой                                  |
| ГОАО Трест | Луганскшахтопроходка                                                                      | ГХК                                               | Луганскшахтострой                                 |
| ГОАО Трест | Макеевшахтострой                                                                          | ГП                                                | Макеевуголь                                       |
| ГОАО       | Павлоградский завод «Стройдеталь»                                                         |                                                   |                                                   |
| ГОАО       | Павлоградское наладочное управление                                                       |                                                   |                                                   |
| ГОАО       | Павлоградское шахтопроходческое управление                                                | ОАО ГХК                                           | Павлоградуголь                                    |
| ГОАО       | Павлоградское шахтостроительное управление                                                | ОАО ГХК                                           | Павлоградуголь                                    |
|            | Первомайский ремонтно-строительный хозрасчетный участок                                   | ГХК                                               | Первомайскуголь                                   |
| ГОАО       | Первомайское шахтостроительное управление                                                 | ГХК                                               | Первомайскуголь                                   |
| ГОАО       | Первомайское шахтостроительное управление #4                                              | ГХК                                               | Днепрошахтострой                                  |
| ГОАО       | Первомайское ШСУ                                                                          | ГХК                                               | Первомайскуголь                                   |
| ГОАО       | Перевальское РСУ #1                                                                       | ГХК                                               | Луганскуголь                                      |
| ГОАО       | Перевальское РСУ #2                                                                       | ГХК                                               | Луганскуголь                                      |
|            | Петровское РСУ                                                                            | ГП                                                | Донецкуголь                                       |
| ГОАО       | Предприятие «Свердловскинвестстрой»                                                       | ГП                                                | Свердловантрацит                                  |
|            | Предприятие специализированных маркшейдерских работ                                       | ГП                                                | Донецкуголь                                       |
| ОАО        | Проектно-технологический трест Оргтехшахтострой                                           | ГХК                                               | Донбассшахтострой                                 |
|            | Пролетарское РСУ                                                                          | ГП                                                | Донецкуголь                                       |
|            | Ремонтно-строительное управление                                                          | ГХК                                               | Лисичанскуголь                                    |
|            | РСУ                                                                                       | ГХК                                               | Селидовуголь                                      |
|            | РСУ                                                                                       | ГХК                                               | Добропольеуголь                                   |
| ГОАО       | Свердловантрацитшахтострой                                                                | ГП                                                | Свердловантрацит                                  |
| ГОАО       | Свердловскинвестстрой                                                                     |                                                   |                                                   |
| ГОАО       | Свердловское шахтопроходческое управление по бурению стволов и скважин                    | ГХК                                               | Спецшахтобурение                                  |
| ГОАО       | Свердловскспецшахтомонтаж                                                                 | ГП                                                | Свердловантрацит                                  |
| ГОАО Трест | Свердловскшахтострой                                                                      | ГХК                                               | Луганскшахтострой                                 |
|            | Снежнянское РСУ                                                                           | ГП                                                | Снежноеантрацит                                   |
| ОАО        | Соксальское шахтоспецмонтажно-наладочное предприятие                                      | ГП                                                | Львовуголь                                        |
| ГОАО       | Стахановское специализированное ремонтно-строительное управление                          | ПО                                                | Стахановуголь                                     |
| ШПСУ       | Стахановское шахтопроходческое управление                                                 | ООО                                               | Спецшахтопроходка                                 |
| ОАО Трест  | Стахановуглестрой                                                                         |                                                   |                                                   |
| Завод      | Стройдеталь                                                                               | ГП                                                | Красноармейскуголь                                |
| ГОАО       | Терновское шахтостроительное управление #3                                                | ГХК                                               | Днепрошахтострой                                  |
| ТПФ        | Тополь                                                                                    |                                                   | ФИНЭКО (Межотраслевое финансовое объединение)     |
| ГОАО       | Торезское шахтопроходческое управление по бурению стволов и скважин                       | ГХК                                               | Спецшахтобурение                                  |
| ГОАО       | Торезское шахтостроительное предприятие                                                   | ГХК                                               | Торезантрацит                                     |
| ГОАО       | Углестрой                                                                                 |                                                   |                                                   |
| ОАО        | Укрзападуглестрой                                                                         | ГП                                                | Львовуголь                                        |
| ОАО        | Укруглестрой                                                                              |                                                   |                                                   |
| ГОАО       | Ханженковское РСУ                                                                         | ГП                                                | Макеевуголь                                       |
|            | ЦЭММ                                                                                      | ГОАО Трест                                        | Донецкшахтопроходка                               |
| ГОАО       | Червоноградское горно-монтажное управление                                                | ГП                                                | Львовуголь                                        |
|            | Червоноградское РСУ                                                                       | ГП                                                | Львовуголь                                        |
| ГОАО       | Шахтопроходка                                                                             |                                                   |                                                   |
| ГОАО       | Шахтопроходческое управление #10                                                          | ОАО ГХК Трест                                     | Горловуглестрой                                   |
| ГОАО       | Шахтостроитель                                                                            | ГХК                                               | Луганскуглестрой                                  |
| ГОАО       | Шахтостроительное управление                                                              | ГХК                                               | Лисичанскуголь                                    |
| ГОАО       | Шахтостроительное управление #1                                                           | ОАО ГХК Трест                                     | Горловуглестрой                                   |
| ОАО        | Шахтостроительное управление #2                                                           |                                                   |                                                   |
| ГОАО       | Шахтостроительное управление #4                                                           | ОАО ГХК Трест                                     | Горловуглестрой                                   |
| ГОАО       | Шахтостроительное управление #5                                                           |                                                   |                                                   |
| ГОАО       | Шахтостроительное управление #6                                                           | ОАО ГХК Трест                                     | Горловуглестрой                                   |
| ГОАО       | Шахтостроительное управление #8                                                           | ГХК                                               | Октябрьуголь (Жовтеньвугілля)                     |
| ГОАО       | Шахтостройиндустрия                                                                       | ГХК                                               | Луганскуглестрой                                  |
| ГОАО       | Шахтостроймонтажное управление #9                                                         | ОАО ГХК Трест                                     | Горловуглестрой                                   |
|            | ШППУ                                                                                      | ООО                                               | «Шахтостроительная компания»"Донецкшахтопроходка" |
| ШПСУ-3     | ООО                                                                                       | «Шахтостроительная компания»"Донецкшахтопроходка" |                                                   |
| ШПСУ-4     | ООО                                                                                       | «Шахтостроительная компания»"Донецкшахтопроходка" |                                                   |
| ШПСУ-9     | ООО                                                                                       | «Шахтостроительная компания»"Донецкшахтопроходка" |                                                   |
| ШСМУ       | ООО                                                                                       | «Шахтостроительная компания»"Донецкшахтопроходка" |                                                   |

Сокращения: ГП — государственное предприятие,ООО — общество с ограниченной ответственностью, ОАО — открытое акционерное общество, ГХК — государственная холдинговая компания, ГОАО — государственное открытое акционерное общество, РСУ — ремонтно-строительное управление, ШСМУ — шахтостроительно-монтажное управление, ШПСУ — шахтопроходческое строительное управление

### Предприятия горношахтного оборудования Украины
| форма            | название                                                                            | форма   | название                         |
| ---------------- | ----------------------------------------------------------------------------------- | ------- | -------------------------------- |
| ПАО              | Славянский машиностроительный завод                                                 |         |                                  |
| ООО фирма        | Аир                                                                                 |         |                                  |
| ЗАО ПКФ          | Амплитуда                                                                           |         |                                  |
| ГОАО             | Антрацитовский ремонтно-механический завод                                          | ГП      | Антрацит                         |
| ОАО              | Антрацитовское управление по ремонту и наладке гормошахтного оборудования           | ГХК     | Луганскуглеремонт                |
| ОАО              | Брянковский завод бурового оборудования                                             |         |                                  |
| ОАО              | Брянковский рудоремонтный завод                                                     | ГХК     | Луганскуглеремонт                |
| ГОАО             | Ватутинский ремонтно-механический завод                                             | ГХК     | Донуглереммаш                    |
| ГОАО             | Вахрушевский ремонтно-механический завод                                            | ГХК     | Антрацитуглесервис               |
| ООО              | Виктория, корпорация «Виват»                                                        |         |                                  |
| ООО              | ВИСТЕК                                                                              |         |                                  |
| ООО              | ГидроСфера-Днепр                                                                    |         |                                  |
| ООО              | Гидротрансмаш                                                                       |         |                                  |
| ОАО              | Горловский завод Реммаш                                                             | ГХК     | Донуглереммаш                    |
| ОАО              | Горловский машиностроительный завод «Универсал»                                     | ГХК     | Донуглереммаш                    |
| ГОАО             | Горловское наладочное управление                                                    | ОАО ГХК | Донецкуглеавтоматика             |
| ПКП              | Гормаш                                                                              |         |                                  |
| ЗАО              | Горношахтная ассоциация                                                             |         |                                  |
|                  | Димитровский ремонтно-механический завод                                            | ГП      | Красноармейскуголь               |
| ОАО              | Днепропетровский агрегатный завод                                                   |         |                                  |
| ОАО              | Днепротяжмаш                                                                        |         |                                  |
| ГОАО             | Добропольский ремонтно-механический завод                                           | ГХК     | Добропольеуголь                  |
| ОАО              | Донбасскабель                                                                       |         |                                  |
| ОАО              | Донецкгормаш                                                                        |         |                                  |
| ПО               | Донецкий завод горнорудного машиностроения                                          |         |                                  |
|                  | Донецкий завод горноспасательной аппаратуры                                         |         |                                  |
|                  | Донецкий завод железобетонной шахтной крепи                                         |         |                                  |
| ОАО              | Донецкий машзавод                                                                   |         |                                  |
|                  | Донецкий машиностроительный завод горно-проходческой техники                        |         |                                  |
| ГП               | Донецкий подшипниковый завод                                                        |         |                                  |
| ГОАО             | Донецкое специализированное наладочное управление Теплоэнергоавтоматика             | ОАО ГХК | Донецкуглеавтоматика             |
| ОАО              | Дружковский машиностроительный завод                                                |         |                                  |
| ООО              | Завод аппаратуры шахтной связи                                                      |         |                                  |
| OOO              | Завод по ремонту ГШО «Спутник»                                                      |         |                                  |
| ПКП              | Имидж                                                                               |         |                                  |
| ООО НПК          | Инноватор                                                                           |         |                                  |
| АОЗТ             | Карбо и Крепь                                                                       |         |                                  |
| ПК Кедр-РВС ПЛЮС |                                                                                     |         |                                  |
|                  | Кировский ремонтно-механический завод                                               | ПО      | Стахановуголь                    |
| ОАО              | Константиновский завод высоковольтной аппаратуры                                    |         |                                  |
| ЧАО              | Красноармейский машиностроительный завод                                            |         |                                  |
| ГОАО             | Красногвардейский ремонтно-механический завод                                       | ГП      | Макеевуголь                      |
| ГОАО             | Краснодонский ремонтно-механический завод                                           | ГХК     | Краснодонуголь                   |
| ГОАО             | Краснодонский трубоэлектросварочный завод                                           | ГХК     | Краснодонуголь                   |
| ГОАО             | Краснодонское шахтоспецмонтажное управление «Краснодоншахтоспецмонтаж»              | ГХК     | Краснодонуголь                   |
| ГОАО             | Краснолучский завод по ремонту ГШО и изготовлению запасных частей «Шахтреммаш»      | ГХК     | Донбассантрацит                  |
| ГОАО             | Краснолучский ремонтно-механический завод                                           | ГХК     | Донбассантрацит                  |
| ОАО              | Красный металлист                                                                   |         |                                  |
|                  | Криворожский завод горного машиностроения                                           |         |                                  |
|                  | Криворожский завод горного оборудования                                             |         |                                  |
| ОАО НПО          | Лисичанский резинотехнический завод                                                 |         |                                  |
| ГОАО             | Лотиковский ремонтно-механический завод                                             | ГХК     | Луганскуголь                     |
| ОАО              | Луганский завод горного машиностроения                                              |         |                                  |
| ГОАО             | Луганский ремонтно-механический завод                                               | ГХК     | Луганскуглепереработка           |
| ОАО              | Луганский энергозавод                                                               | ГХК     | Луганскуглеремонт                |
| ОАО              | Луганское предприятие «Энергоремонт»                                                | ГХК     | Луганскуглеремонт                |
| ОАО              | Макеевский завод шахтной автоматики                                                 |         |                                  |
| ГОАО             | Макеевспецремонт                                                                    | ГП      | Макеевуголь                      |
| ПКП              | Максимум                                                                            |         |                                  |
| ЗАО              | МИНЭТЭК                                                                             |         |                                  |
| ГОАО             | Моспинский ремонтно-механический завод                                              | ГХК     | Донбассуглеобогащение            |
| ДП               | Наладка-сервис                                                                      | ГОАО    | Горловское наладочное управление |
| ОАО              | Новгородский машзавод                                                               |         |                                  |
| АО               | Новокраматорский машиностроительный завод (НКМЗ)                                    |         |                                  |
|                  | Нововолынский ремонтно-механический завод                                           | ГП      | Волыньуголь                      |
| ООО              | Новые Технологии                                                                    |         |                                  |
| ОАО              | Одесский машиностроительный завод «Красная Гвардия»                                 |         |                                  |
| ОАО              | Опытный кабельный завод                                                             |         |                                  |
| ГОАО             | Павлоградский ремонтно-механический завод                                           | ОАО     | Павлоградуголь                   |
| ОАО              | Павлоградский станкозавод                                                           |         |                                  |
| ГОАО             | Павлоградское управление по монтажу, демонтажу и ремонту ГШО                        | ОАО     | Павлоградуголь                   |
| ООО завод        | Павлоградспецмаш                                                                    |         |                                  |
| ООО              | Первомайский РМЗ                                                                    | ОАО     | Павлоградуголь                   |
| ЧП               | Пономаренко Ю. М.                                                                   |         | Stomil belchatow s. a.           |
| ГОАО             | Предприятие по ремонту и наладке горно-шахтного оборудования                        | ГХК     | Октябрьуголь (Жовтеньвугілля)    |
|                  | Предприятие по техническому обслуживанию и ремонту ГШО                              | ГП      | Донецкуголь                      |
| ООО              | Прокопьевский завод Электроаппарат                                                  |         |                                  |
| ГОАО             | Промтехносервис                                                                     | ГХК     | Селидовуголь                     |
| ОАО              | ПЭС Энергоуголь                                                                     |         |                                  |
|                  | Ремонтно-механический завод                                                         | ГП      | Торецкуголь                      |
| ГОАО             | Ремонтно-механический завод                                                         | ГХК     | Луганскуголь                     |
| ГОАО             | Ремонтно-механический завод                                                         | ГХК     | Первомайскуголь                  |
| ГОАО             | Ремонтно-механический завод                                                         | ГХК     | Лисичанскуголь                   |
| НПО              | Респиратор                                                                          |         |                                  |
| НПП              | РУНА                                                                                |         |                                  |
| ОАО              | Рутченковский завод Гормаш                                                          |         |                                  |
| ГОАО             | Свердловский завод горно-шахтного оборудования                                      | ГП      | Свердловантрацит                 |
|                  | Снежнянские центральные электромеханические мастерские                              | ГП      | Снежноеантрацит                  |
| ГП               | СпецГШОобслуживание                                                                 |         |                                  |
| ОАО              | Стальканат                                                                          |         |                                  |
| ТПГ              | Стандарт                                                                            |         |                                  |
| ОАО              | Стахановский завод РТИ                                                              | ГХК     | Луганскуглеремонт                |
| ГОАО             | Стахановский ремонтно-механический завод                                            | ГХК     | Луганскуголь                     |
| ГОАО             | Стахановское управление по монтажу, демонтажу и ремонту ГШО                         | ГХК     | Луганскуголь                     |
| ОАО              | Строймаш                                                                            |         |                                  |
| ОАО              | Теплогорский завод гидрооборудования                                                |         |                                  |
| ГОАО             | Техпром                                                                             |         |                                  |
| ГОАО             | Торезские центральные электромеханические мастерские                                | ГХК     | Торезантрацит                    |
| ЗАО              | ТЭТЗ-Инвест                                                                         |         |                                  |
| ОАО              | Углеприбор                                                                          |         |                                  |
| ЗАО              | Украинская Горная Корпорация                                                        |         |                                  |
| ОЭЗ              | УкрНИИВЭ                                                                            |         |                                  |
| ОАО ТПК          | Укруглемаш                                                                          |         |                                  |
| ГОАО             | Управление по монтажу, демонтажу и ремонту горно-шахтного оборудования Октябрьуголь | ГХК     | Октябрьуголь (Жовтеньвугілля)    |
| ГП               | Управление по монтажу, демонтажу и ремонту ГШО                                      | ГХК     | Донбассантрацит                  |
| ГОАО             | Управление по монтажу, демонтажу и ремонту ГШО                                      | ГП      | Макеевуголь                      |
| ГОАО             | Управление по монтажу, демонтажу и ремонту ГШО                                      | ГХК     | Лисичанскуголь                   |
|                  | Участок подсобных производств                                                       | ГХК     | Добропольеуголь                  |
| ООО АИЦ          | ФМ-сертификат                                                                       |         |                                  |
| ОАО              | Харьковский машиностроительный завод «Свет шахтера»                                 |         |                                  |
| ОАО              | Червоноградский ремонтно-механический завод                                         | ГП      | Львовуголь                       |
|                  | Шахтерский РМЗ                                                                      | ГХК     | Шахтерскантрацит                 |
|                  | Шахтерскуглесервис                                                                  | ГХК     | Шахтерскантрацит                 |
| ГОАО             | Шахтоспецполимеркрепь                                                               |         |                                  |
| ЗАО              | Эластомер                                                                           |         |                                  |
| ЗАО              | Элтехком                                                                            |         |                                  |
| ООО              | ЮКАР                                                                                |         |                                  |
| ОАО              | Ясиноватский машиностроительный завод                                               |         |                                  |

Сокращения: ГП — государственное предприятие, ОАО — открытое акционерное общество, ГХК — государственная холдинговая компания, ГОАО — государственное открытое акционерное общество, ГШО — горношахтное оборудование